# Fibulia
Fibulia is een geslacht van sponsdieren uit de klasse van de Demospongiae (gewone sponzen).

## Soorten
- Fibulia anchorata (Carter, 1881)
- Fibulia carnosa Carter, 1886
- Fibulia conulissima (Whitelegge, 1906)
- Fibulia cribriporosa (Burton, 1929)
- Fibulia hispidosa (Whitelegge, 1906)
- Fibulia intermedia (Dendy, 1896)
- Fibulia maeandrina (Kirkpatrick, 1907)
- Fibulia myxillioides (Burton, 1932)
- Fibulia novaezealandiae (Brøndsted, 1924)
- Fibulia ramosa (Ridley & Dendy, 1886)